# Mała Radohoszcz
Mała Radohoszcz (ukr. Мала Радогощ) – wieś na Ukrainie w rejonie zasławskim obwodu chmielnickiego.